# جولیا گوملسکایا
جولیا گوملسکایا (روسی: Юлия Гомельская؛ ۱۱ مارس ۱۹۶۴ – ۴ دسامبر ۲۰۱۶) آهنگساز، و مربی موسیقی اهل اتحاد جماهیر شوروی سوسیالیستی بود.